# Hauneck
Hauneck est une municipalité allemande située dans le land de la Hesse et l'arrondissement de Hersfeld-Rotenburg.

## Personnalités liées à la ville
- Georg Groscurth (1904-1944), médecin né à Unterhaun.